# サンシー
サンシー（Sancy、1969年3月25日 - 1994年1月30日）は、フランスで生産された競走馬、種牡馬。

## 経歴

### 競走馬時代
3歳時に重賞を2勝（グレフュール賞、ノアイユ賞）し、ジョッケクルブ賞で2着となった。4歳時は1回レースに出走したのみで引退した。

### 種牡馬時代
引退後は、荻伏牧場に購入され日本で種牡馬となった。荻伏牧場の場長であった斎藤卯助は日本軽種馬協会の役員としてヨーロッパへ渡り、同協会で繋養する種牡馬としてグレートヘロンの購入を試みたが一度は失敗し、替わりにサンシーを購入したあとにグレートヘロンの購入にも成功したため、サンシーが荻伏牧場で繋養されることになったという経緯がある。
日本ではハギノトップレディをはじめ多数の重賞優勝馬を輩出し種牡馬として成功を収めた。晩年は腰に疾患を抱え、青森県で種牡馬生活を送った。1994年1月30日に死亡。25歳没。

## 主な産駒
太字は勝利した八大競走またはGI級競走。
- 1977年産
  - ハギノトップレディ（桜花賞、エリザベス女王杯、高松宮杯、京都牝馬特別）
  - サンシードール（サンケイ大阪杯）
- 1981年産
  - ハツノアモイ（京成杯、フェブラリーハンデキャップ、朝日杯3歳ステークス2着）
  - ニッポースワロー（ニュージーランドトロフィー4歳ステークス）
- 1982年産
  - トウショウサミット（NHK杯）
- 1985年産
  - キリサンシー（日経賞）
- 1986年
  - トウショウバルカン（新潟大賞典）

### ブルードメアサイアーとしての主な産駒
- 1987年産
  - ダイイチルビー（父トウショウボーイ、安田記念、スプリンターズステークス、京王杯スプリングカップ、京都牝馬特別、マイルチャンピオンシップ2着）
- 1988年産
  - ツインターボ（父ライラリッジ、ラジオたんぱ賞、七夕賞、オールカマー）